# 주제주 중국 총영사관
주제주 중국 총영사관(중국어 간체자: 中华人民共和国驻济州总领事馆, 정체자: 中華人民共和國駐濟州總領事館, 병음: Zhōnghuá Rénmín Gònghéguó zhù Jìzhōu Zǒnglǐngshìguǎn)은 중화인민공화국 정부가 대한민국 제주특별자치도에 설치한 총영사관이다. 현임 총영사는 왕루신(중국어: 王鲁新)이다.

## 역사
- 2012년 7월 14일 : 주제주 중국 총영사관 개관

## 관할 구역
주제주 일본 총영사관과 마찬가지로 제주특별자치도 전 지역을 관할한다. 그러나 이어도는 중국의 영유권 주장이 있기 때문에 제외된다.

## 업무 시간
- 영사 증서 업무 : 월~금요일 오전 9시 ~ 11시 30분, 오후 1시 30분 ~ 3시 30분
- 기타 업무 : 월~금요일 오전 9시 ~ 11시 30분, 오후 1시 30분 ~ 5시 30분

## 역대 총영사
1. 장신(중국어: 张欣, 2012년 6월 ~ 2015년 12월)
2. 펑춘타이(중국어: 冯春台, 2016년 1월 ~ 2020년 4월)
3. 왕루신(중국어: 王鲁新, 2020년 4월 20일 ~ 현재)

## 같이 보기

### 일반 주제
- 한중 관계
- 대한민국-중화인민공화국 관계
- 주한 중국 대사관

### 한반도에 설치된 다른 중국 공관들
- 주부산 중국 총영사관
- 주광주 중국 총영사관
- 주조 중국 대사관
- 주청진 중국 총영사관

### 제주도에 설치한 다른 영사관
- 주제주 일본 총영사관